# 鸦葱
鸦葱（学名：Scorzonera austriaca）是菊科鸦葱属的植物。分布在蒙古、地中海、哈萨克斯坦、欧洲、俄罗斯以及中国大陆的安徽、内蒙古、甘肃、陕西、北京、河南、河北、山西、黑龙江、辽宁、吉林、宁夏、山东等地，生长于海拔400米至2,000米的地区，一般生长在草滩、山坡和河滩地，目前尚未由人工引种栽培。

## 异名
- Scorzonera glabra Rupr.
- Scorzonera ruprechtiana Lipsch. et Krasch.